# Denkmäler der Volksrepublik China (Innere Mongolei)
Die folgende Tabelle bietet eine Übersicht zu sämtlichen Denkmälern der  Inneren Mongolei  (Abk. Meng), die auf der Denkmalliste der Volksrepublik China stehen:
| Name                                                                    | Beschluss                                        | Kreis/Ort | siehe (auch)                                                                                 | Bild |
| ----------------------------------------------------------------------- | ------------------------------------------------ | --- | -------------------------------------------------------------------------------------------- | ---- |
| Liao Shangjing yizhi 辽上京遗址                                         | 1-159                                            | Balin zuoqi 巴林左旗 Linkes Bairin-Banner | Stätte der Ersten Hauptstadt der Kitan (Liao-Dynastie)                                       |      |
| Liao zhongjing yizhi 辽中京遗址                                         | 1-160                                            | Ningcheng xian 宁城县 Kreis Ningcheng | Stätte der mittleren Hauptstadt der Liao-Dynastie (Kitan)                                    |      |
| Wanbu Huayanjin ta 万部华严经塔                                         | 2-18                                             | Huhehaote shi 呼和浩特市 Hohhot | Wanbu-Huayanjing-Pagode (Pagode zur Aufbewahrung der Zehntausend Bände des Avatamsaka-Sutra) |      |
| Chengjisi han ling 成吉思汗陵                                           | 2-62                                             | Yijinhuoluo qi 伊金霍洛旗 Ejinhoro-Banner | Dschingis-Khan-Mausoleum                                                                     |      |
| Jingang zuo sheli baota 金刚座舍利宝塔                                  | 3-158                                            | Huhehaote shi 呼和浩特市 Hohhot | Fünf-Pagoden-Tempel (Wuta si 五塔寺)                                                         |      |
| Dayao yizhi 大窑遗址                                                    | 3-187                                            | Huhehaote shi 呼和浩特市 Hohhot | Dayao-Stätte (Paläolithikum)                                                                 |      |
| Juyan yizhi 居延遗址                                                    | 3-209                                            | Ejina qi 额济纳旗 Ejin-Banner (Innere Mongolei), Jinta xian 金塔县 Kreis Jinta (Provinz Gansu) | Juyan-Stätten (Han-Dynastie)                                                                 |      |
| Gaxiandong yizhi 嘎仙洞遗址                                             | 3-214                                            | Elunchun qi 鄂伦春旗 Oroqenisches Autonomes Banner | Stätte der Gaxian-Höhle                                                                      |      |
| Yuan Shangdu yizhi 元上都遗址                                           | 3-220                                            | Zhenglan qi 正蓝旗 Zhenglan-Banner | Stätte der Ersten Hauptstadt der Yuan-Dynastie ("Xanadu")                                    |      |
| Liaoling ji Fengling yi 辽陵及奉陵邑                                    | 3-247                                            | Balin zuo qi 巴林左旗 Linkes Bairin-Banner | Liao-Dynastie-Mausoleen und Fenglingyi                                                       |      |
| Xinglongwa yizhi 兴隆洼遗址                                             | 4-6                                              | Aohan qi 敖汉旗 Aohan-Banner | Stätte der Xinglongwa-Kultur                                                                 |      |
| Dadianzi yizhi 大甸子遗址                                               | 4-22                                             | Aohan qi 敖汉旗 Aohan-Banner | Grabstätten von Dadianzi                                                                     |      |
| Guyang Qin changcheng yizhi 固阳秦长城遗址                              | 4-34                                             | Guyang xian 固阳县 Kreis Guyang | Stätte der Qinzeitlichen Große Mauer von Guyang                                              |      |
| Gangwa-Brennofen                                                        | 4-54                                             | Chifeng | Stätte des Gangwa-Keramikbrennofens (Gangwayao-Brennofen)                                    |      |
| Aolunsumu cheng yizhi 敖伦苏木城遗址                                    | 4-56                                             | Da'erhan Maoming'an lianhe qi 达尔罕茂明安旗 Vereinigtes Darhan-Muminggan-Banner | Stätte der alten Stadt Aolunsumu (Yuan-Dynastie)                                             |      |
| Meidaizhao 美岱召                                                       | 4-135                                            | Tumote you qi 土默特右旗 Rechtes Tumed-Banner | Kloster Meidai zhao                                                                          |      |
| Wudang zhao 五当召                                                      | 4-169                                            | Baotou shi 包头市 Baotou | Kloster Wudang zhao                                                                          |      |
| Salawusu yizhi 萨拉乌苏遗址                                             | 5-13                                             | Wushen qi 乌审旗 Uxin-Banner | Stätte von Sjara-osso-gol                                                                    |      |
| Daihai yizhi qun 岱海遗址群                                             | 5-14                                             | Liangcheng xian 凉城县 Kreis Liangcheng | Stätten am See Daihai (Neolithikum) (Wangmushan 王墓山, Laohushan 老虎山, Yuanzigou 园子沟)  |      |
| Miaozigou yizhi 庙子沟遗址                                              | 5-15                                             | Chaha'er youyi qian qi 察哈尔右翼前旗 Vorderes Qahar-Banner des Rechten Flügels | Miaozigou-Stätte                                                                             |      |
| Jiazishan yizhi qun 架子山遗址群                                        | 5-16                                             | Kalaqin qi 喀喇沁旗 Harqin-Banner | Jiazishan-Stätte (Bronzezeit)                                                                |      |
| Dajing gu tongkuang yizhi 大井古铜矿遗址                                | 5-17                                             | Linxi xian 林西县 Kreis Linxi | Stätte der alten Kupfermine und -schmelze von Dajing                                         |      |
| Chengzi shan yizhi 城子山遗址                                           | 5-18                                             | Aohan qi 敖汉旗 Aohan-Banner | Chengzishan-Stätte (Bronzezeit, Aohan-Banner, Chifeng)                                       |      |
| Helin Ge'er Tuchengzi yizhi 和林格尔土城子遗址                          | 5-19                                             | Helin ge'er xian 和林格尔县 Kreis Horinger | Tuchengzi-Stätte im Kreis Horinger                                                           |      |
| Heishantou chengzhi 黑山头城址                                          | 5-20                                             | E'erguna 额尔古纳市 Stadt Ergun | Heishantou-Ruinen (Jurchen- bis Mongolen-Dynastie)                                           |      |
| Jin jiehao yizhi 金界壕遗址                                             | 5-21                                             | Hulunbei'er shi 呼伦贝尔市 Hulun Buir, Bund Hinggan 兴安盟, Tongliao 通辽市, Chifeng 赤峰市, Bund Ulanqab 乌兰察布盟, Baotou 包头市 (alle Innere Mongolei), sowie aus der Provinz Heilongjiang: Kreis Gannan 甘南县, Kreis Longjiang 龙江县, Qiqihar (齐齐哈尔市) | Große Mauer der Jin-Dynastie (Jurchen-Grenzbefestigung)                                      |      |
| Yingchanglu gucheng yizhi 应昌路故城遗址                                | 5-22                                             | Keshiketeng qi 克什克腾旗 Hexigten-Banner | Stätte der alten Stadt Yingchanglu (Yuan-Dynastie)                                           |      |
| Baoshan, Hansumu muqun 宝山、罕苏木墓群                                 | 5-154                                            | Aluke'erqin qi 阿鲁科尔沁旗 Ar-Horqin-Banner | Baoshan-Gräber und Hansumu-Gräber                                                            |      |
| Huizong si 汇宗寺                                                       | 5-277                                            | Duolun xian 多伦县 Kreis Duolun | Huizong-Lamakloster                                                                          |      |
| Fuhui si 福会寺                                                         | 5-278                                            | Kalaqin qi 喀喇沁旗 Harqin-Banner | Fuhui-Tempel                                                                                 |      |
| Kalaqin qinwang fu ji jiamiao 喀喇沁亲王府及家庙                        | 5-279                                            | Kalaqin qi 喀喇沁旗 Harqin-Banner | Prinzen-Residenz und Ahnentempel von Harqin (Qing-Dynastie)                                  |      |
| Heshuo Kejing gongzhu fu 和硕恪靖公主府                                 | 5-280                                            | Huhehaote shi 呼和浩特市 Hohhot | Residenz der Prinzessin He Shuo Ke Jing (Hohhot-Museum) (Qing-Dynastie)                      |      |
| Kailu xian Fota 开鲁县佛塔                                              | 5-281                                            | Kailu xian 开鲁县 Kreis Kailu | Pagode im Kreis Kailu (Mongolen-Dynastie)                                                    |      |
| Changcheng – Nalinta Qinguo changcheng yizhi 长城—纳林塔秦国长城遗址    | 5-442(2) (siehe auch Denkmäler Ningxia 5-442(3)) | Yijinhuoluo qi 伊金霍洛旗 Ejinhoro-Banner | Große Mauer aus dem Staat Qin von Nalinta (Zeit der Streitenden Reiche)                      |      |
| Changcheng – Qingshuihe xian changcheng 长城—清水河县长城               | 5-442(8)                                         | Qingshuihe xian 清水河县 Kreis Qingshuihe | Große Mauer – Abschnitt im Kreis Qingshuihe (aus der Zeit der Ming-Dynastie)                 |      |
| A'erzhai shiku 阿尔寨石窟                                               | 5-520                                            | Etuoke qi 鄂托克旗 Otog-Banner | Arjai-Grotten                                                                                |      |
| Ashan yizhi 阿善遗址                                                    | 6-27                                             | Baotou shi 包头市 Baotou | Ashan-Stätte                                                                                 |      |
| Zhaobaogou yizhi 赵宝沟遗址                                             | 6-28                                             | Aohan qi 敖汉旗 Aohan-Banner | Zhaobaogou-Stätte (Zhaobaogou-Kultur)                                                        |      |
| Hongshan yizhi qun 红山遗址群                                           | 6-29                                             | Chifeng shi 赤峰市 Chifeng | Stätten der Hongshan-Kultur                                                                  |      |
| Xiajiadian yizhi qun 夏家店遗址群                                       | 6-30                                             | Chifeng shi 赤峰市 Chifeng | Xiajiadian-Stätten                                                                           |      |
| Zhukaigou yizhi 朱开沟遗址                                              | 6-31                                             | Yijinhuoluo qi 伊金霍洛旗 Ejinhoro-Banner | Zhukaigou-Stätte                                                                             |      |
| Qin zhidao yizhi 秦直道遗址                                             | 6-32                                             | E'erduosi shi 鄂尔多斯市 Ordos (Stadt) | Staatsstraße der Qin-Dynastie (Qinzhidao)                                                    |      |
| Machi chengzhi he Zhaowan muqun 麻池城址和召湾墓群                      | 6-33                                             | Baotou shi 包头市 Baotou | Stätte der Stadt Machi und Zhaowan-Gräber                                                    |      |
| Heicheng yizhi 黑城城址                                                 | 6-34                                             | Ningcheng xian 宁城县 Kreis Ningcheng | Heicheng-Stätte (Han-Dynastie)                                                               |      |
| Shuofang jun gucheng 朔方郡故城                                         | 6-35                                             | Dengkou xian 磴口县 Kreis Dengkou | Stätte der alten Kommandantur Shuofang (Han-Dynastie)                                        |      |
| Huoluochaideng chengzhi 霍洛柴登城址                                    | 6-36                                             | Hangjin qi 杭锦旗 Hanggin-Banner | Stätte der Stadt Huoluochaideng (Han-Dynastie)                                               |      |
| Kelimeng chengzhi 克里孟城址                                            | 6-37                                             | Chaha'er Youyi hou qi 察哈尔右翼后旗 Hinteres Qahar-Banner des Rechten Flügels | Stätte der Stadt von Kerim (Han-Dynastie bis Südliche und Nördliche Dynastien)               |      |
| Woye zhen gucheng 沃野镇故城                                            | 6-38                                             | Wulate qian qi 乌拉特前旗 Vorderes Urad-Banner | Woyezhen-Stätte (Han-Dynastie bis Südliche und Nördliche Dynastien)                          |      |
| Bailing nao'er chengzhi 白灵淖尔城址                                    | 6-39                                             | Guyang xian 固阳县 Kreis Guyang | Stätte der Stadt von Bailing Nur (Südliche und Nördliche Dynastien)                          |      |
| Shi'erliancheng chengzhi 十二连城城址                                   | 6-40                                             | Zhunge'er qi 准格尔旗 Jung-Gar-Banner | Stätte der Stadt Shi'erliancheng                                                             |      |
| Chengchuan chengzhi 城川城址                                            | 6-41                                             | Etuoke qian qi 鄂托克前旗 Vorderes Otog-Banner | Stätte der Stadt Chengchuan                                                                  |      |
| Chagan haote chengzhi 查干浩特城址                                      | 6-42                                             | Aluke'erqin qi 阿鲁科尔沁旗 Ar-Horqin-Banner | Stätte der Stadt Chaganhaote (Liao- bis Ming-Dynastie)                                       |      |
| Andabaozi chengzhi 安答堡子城址                                         | 6-43                                             | De'erhan Maoming'an lianhe qi 达尔罕茂明安联合旗 Vereinigtes Darhan-Muminggan-Banner | Andabaozi-Stätte (Jurchen- bis Mongolen-Dynastie)                                            |      |
| Jingzhoulu gucheng 净州路故城                                           | 6-44                                             | Siziwang qi 四子王旗 Siziwang-Banner | Stätte der alten Stadt Jingzhoulu (Jurchen- bis Mongolen-Dynastie)                           |      |
| Shajinglu zongguan fu gucheng 砂井路总管府故城                          | 6-45                                             | Siziwang qi 四子王旗 Siziwang-Banner | Shajinglu-Zongguan-Fu-Stätte (Mongolen-Dynastie)                                             |      |
| Bayanwula chengzhi 巴彦乌拉城址                                         | 6-46                                             | Ewenkezu zizhiqi 鄂温克族自治旗 Autonomes Banner der Ewenken | Stätte der Stadt Bayanwula                                                                   |      |
| Zhalai nuo'er muqun 扎赉诺尔墓群                                        | 6-236                                            | Manzhouli shi 满洲里市 Manjur | Gräber von Zhalai Nur (Han-Dynastie)                                                         |      |
| Wang Zhaojun mu 王昭君墓                                                | 6-237                                            | Huhehaote shi 呼和浩特市 Hohhot | Grab von Wang Zhaojun                                                                        |      |
| Han Kuangsi jiazu mudi 韩匡嗣家族墓地                                   | 6-238                                            | Balin zuoqi 巴林左旗 Linkes Bairin-Banner | Gräber von Han Kuangsi und seiner Familie (Liao-Dynastie)                                    |      |
| Tu'erjishan mu 吐尔基山墓                                               | 6-239                                            | Ke'erqin zuoyi hou qi 科尔沁左翼后旗 Hinteres Horqin-Banner des Linken Flügels | Tu'erjishan-Grab (Liao-Dynastie)                                                             |      |
| Xiaoshi jiazu mu 萧氏家族墓                                             | 6-240                                            | Naiman qi 奈曼旗 Naiman-Banner | Familienfriedhof der Familie Xiao (Liao-Dynastie)                                            |      |
| Zhang Yingrui jiazu mudi 张应瑞家族墓地                                 | 6-241                                            | Wengniute qi 翁牛特旗 Ongniud-Banner | Gräber von Zhang Yingrui und seiner Familie (Yuan-Dynastie)                                  |      |
| Jinshan longquan si 锦山龙泉寺                                          | 6-487                                            | Kalaqin qi 喀喇沁旗 Harqin-Banner | Longquan-Tempel in Jinshan (Ming-Dynastie bis Zeit der Republik)                             |      |
| Dazhao 大召                                                             | 6-488                                            | Huhhaote shi 呼和浩特市 Hohhot | Dazhao-Tempel                                                                                |      |
| Suiyuan chengqiang he jiangjun yashu 绥远城墙和将军衙署                 | 6-489                                            | Huhehaote shi 呼和浩特市 Hohhot | Stadtmauer und Generalsbüro von Suiyuan                                                      |      |
| Beizi miao 贝子庙                                                       | 6-490                                            | Xilinhaote shi 锡林浩特市 Xilin Hot | Beizi-Tempel                                                                                 |      |
| Dingyuanying 定远营                                                     | 6-491                                            | Alashan zuo qi 阿拉善左旗 Linkes Alxa-Banner | Dingyuanying (heute Großgemeinde Bayan Hot (巴彦浩特镇))                                     |      |
| Lingyue si 灵悦寺                                                       | 6-492                                            | Kalaqin qi 喀喇沁旗 Harqin-Banner | Lingyue-Tempel                                                                               |      |
| Nuo'er gu jianzhu qun 诺尔古建筑群                                      | 6-493                                            | Duolun xian 多伦县 Kreis Duolun | Alte Architektur von Nuo'er (Qing-Dynastie)                                                  |      |
| Kulun san da si 库伦三大寺                                              | 6-494                                            | Kulun qi 库伦旗 Hure-Banner | Drei große Tempel von Hure                                                                   |      |
| Senggelinqin wangfu 僧格林沁王府                                        | 6-495                                            | Ke'erqin zuoyi hou qi 科尔沁左翼后旗 Hinteres Horqin-Banner des Linken Flügels | Residenz von Sengge Rinchen                                                                  |      |
| Baoshan si 宝善寺                                                       | 6-496                                            | Aluke'erqin qi 阿鲁科尔沁旗 Ar-Horqin-Banner | Baoshan-Tempel                                                                               |      |
| Yin Shan yanhua 阴山岩画                                                | 6-818                                            | Wulate qian qi 乌拉特前旗 Vorderes Urad-Banner, Wulate hou qi 乌拉特后旗 Hinteres Urad-Banner, Wulate zhong qi 乌拉特中旗 Mittleres Urad-Banner, Kreis Dengkou 磴口县                                                                                             | Felsbilder des Yinshan-Gebirges (Neolithikum bis Bronzezeit)                                 |      |
| Zhenji zhi si shiku 真寂之寺石窟                                        | 6-819                                            | Balin zuoqi 巴林左旗 Linkes Bairin-Banner | Zhenjizhisi-Grotten ("Nirwanatempel-Grotten") (Liao-Dynastie)                                |      |
| Wulanfu guju 乌兰夫故居                                                 | 6-909                                            | Tumote zuo qi 土默特左旗 Linkes Tumed-Banner | Ehemaliger Wohnsitz von Ulanhu                                                               |      |
| Chengjisi han miao 成吉思汗庙                                           | 6-910                                            | Wulanhaote shi 乌兰浩特市 Ulanhot | Dschingis-Khan-Tempel                                                                        |      |
| “Duguilong” yundong jiuzhi “独贵龙”运动旧址                             | 6-911                                            | Wushen qi 乌审旗 Uxin-Banner | Alte Stätte der Duguilang-Bewegung                                                           |      |
| Bailingmiao qiyi jiuzhi 百灵庙起义旧址                                  | 6-912                                            | Da'erhan Maoming'an lianhe qi 达尔罕茂明安旗 Vereinigtes Darhan-Muminggan-Banner | Stätte des Bailingmiao-Aufstands (Bat-Khaalag, Ende Februar 1936)                            |      |
| Neimenggu zizhi zhengfu chengli dahui huizhi 内蒙古自治政府成立大会会址 | 6-913                                            | Wulanhaote shi 乌兰浩特市 Ulanhot | Die Konferenzstätte der Gründungssitzung der unabhängigen Regierung der Inneren Mongolei     |      |
| Siziwangqi Wangfu 四子王旗王府                                          | 7-919                                            | Siziwang qi 四子王旗 Siziwang-Banner | Residenz des Doroi Beile (Erbprinz des Banners während der Qing-Dynastie und Republik China) |      |